# Stenographer Troubles
Stenographer Troubles è un cortometraggio muto del 1913 diretto da Frederick A. Thompson.

## Produzione
Il film fu prodotto dalla Vitagraph Company of America.

## Distribuzione
Distribuito dalla General Film Company, il film - un cortometraggio in una bobina - uscì nelle sale cinematografiche statunitensi il 6 febbraio 1913. Ne venne fatta una riedizione che la Favorite Films distribuì il 25 febbraio 1918.